# Ersu Şaşma
Ersu Şaşma, né le 30 septembre 1999 à Mersin, est un athlète turc, spécialiste du saut à la perche. Il détient le record de Turquie.

## Biographie

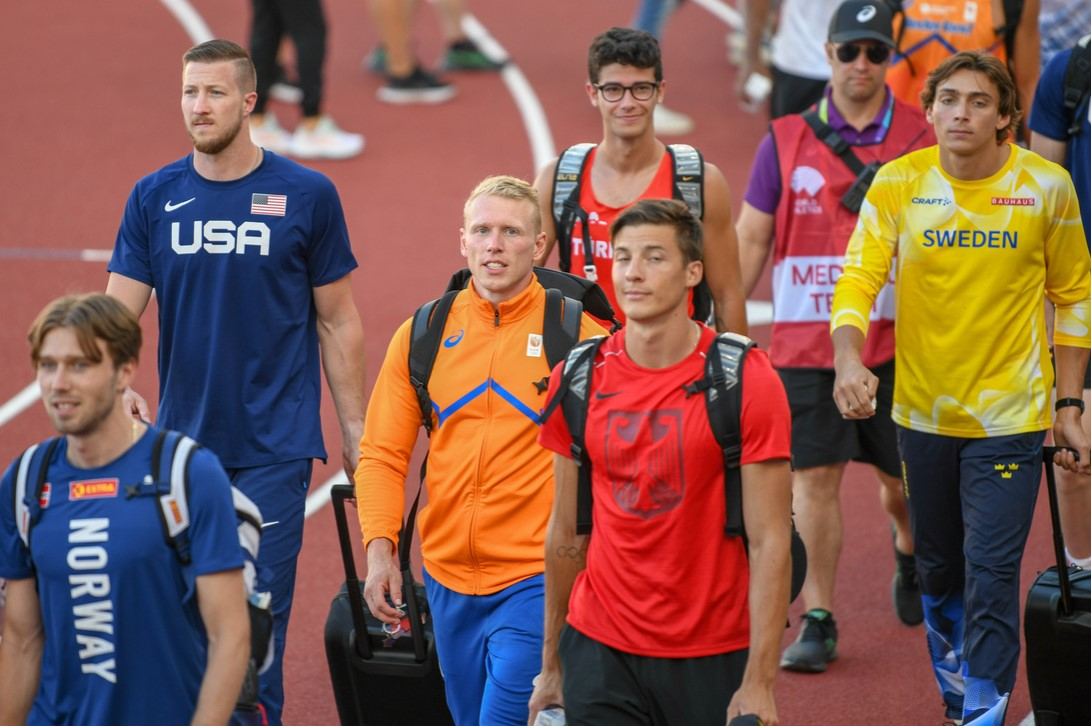
Ersu Şaşma (en haut, au centre) lors des championnats du monde 2022.

Il remporte en 2020 et 2021 les championnats des Balkans en salle. 
En 2021, il se classe 5e des championnats d'Europe à Toruń avec un saut à 5,75 m. Médaillé de bronze aux championnats d'Europe espoirs, ex æquo avec le Norvégien Sondre Guttormsen, il participe aux Jeux olympiques en représentant la Turquie et termine 10e de la finale. 
Lors de la saison 2022, Ersu Şaşma bat à plusieurs reprises le record national en salle en franchissant 5,80 m le 12 juin 2022, à Bursa en salle, puis remporte la médaille d'or des Jeux méditerranéens avec 5,75 m. Il se classe 8e des |championnats du monde à Eugene en égalant son propre record de Turquie avec 5,80 m, et remporte trois semaines plus tard le titre aux Jeux de la solidarité islamique à Konya.

## Palmarès

### International
| Date | Compétition                       | Lieu         | Résultat | Marque |
| ---- | --------------------------------- | ------------ | -------- | ------ |
| 2018 | Championnats des Balkans          | Stara Zagora | 3e       | 5,00 m |
| 2020 | Championnats des Balkans en salle | Istanbul     | 1er      | 5,50 m |
| 2021 | Championnats des Balkans en salle | Istanbul     | 1er      | 5,60 m |
| 2021 | Championnats d'Europe en salle    | Toruń        | 5e       | 5,70 m |
| 2021 | Championnats des Balkans          | Smederevo    | 2e       | 5,60 m |
| 2021 | Championnats d'Europe espoirs     | Tallinn      | 3e       | 5,60 m |
| 2021 | Jeux olympiques                   | Tokyo        | 10e      | 5,70 m |
| 2022 | Jeux méditerranéens               | Oran         | 1er      | 5,75 m |
| 2022 | Championnats du monde             | Eugene       | 8e       | 5,80 m |
| 2022 | Jeux de la solidarité islamique   | Konya        | 1er      | 5,60 m |
| 2023 | Championnats du monde             | Budapest     | 12e      | 5,55 m |
| 2024 | Championnats du monde en salle    | Glasgow      | 10e      | 5,50 m |
| 2024 | Championnats d'Europe             | Rome         | 3e       | 5,82 m |
| 2024 | Jeux olympiques                   | Paris        | 5e       | 5,85 m |

### National
| Date | Compétition                      | Lieu     | Résultat | Marque |
| ---- | -------------------------------- | -------- | -------- | ------ |
| 2020 | Championnats de Turquie en salle | Istanbul | 1er      | 5,20 m |
| 2021 | Championnats de Turquie en salle | Istanbul | 1er      | 5,72 m |
| 2021 | Championnats de Turquie          | Bursa    | 1er      | 5,30 m |
| 2022 | Championnats de Turquie          | Bursa    | 1er      | 5,50 m |

## Records
| Épreuve          | Épreuve   | Marque      | Lieu          | Date            |
| ---------------- | --------- | ----------- | ------------- | --------------- |
| Saut à la perche | Plein air | 5,90 m (NR) | Rottach-Egern | 16 juillet 2023 |
| Saut à la perche | Salle     | 5,90 m (NR) | Liévin        | 13 février 2025 |